# Robin Fåhræus

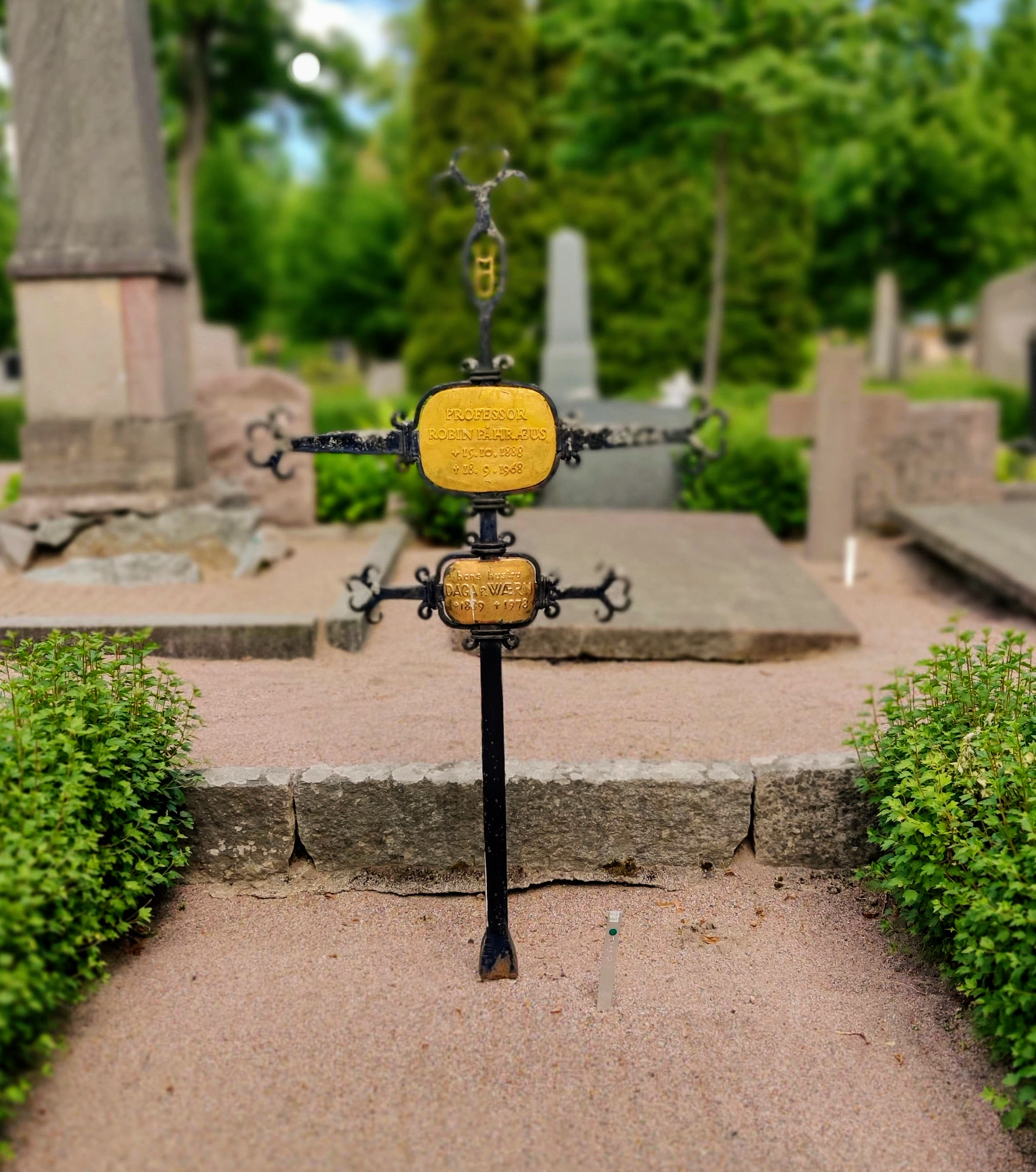
Grobowiec na Starym cmentarzu w Uppsali

Robert (Robin) Sanno Fåhræus (ur. 15 października 1888 w Sztokholmie, zm. 18 września 1968 w Uppsali – szwedzki lekarz patolog i hematolog.
Urodził się w Sztokholmie jako syn Klasa Waltera Fåhræusa i aktorki Olgi Kristiny Augusty Björkegren. Studiował w Instytucie Karolinska i doktoryzował się w 1922. W tym samym roku uzyskał habilitację z patologii doświadczalnej i w 1928 otrzymał katedrę anatomii patologicznej w Uppsali.
Na spotkaniu założycielskim The International Society of Hemorheology w lipcu 1966, Robin Fåhræus otrzymał jako pierwszy najwyższe odznaczeniem przyznawane przez ISH, medal Poiseuille'a.

## Wybrane prace
- Läkekonstens historia - En översikt (wydane trzytomowe, Sztokholm 1944-1950)
- Historia de la medicina. Gustavo Gili, Barcelona, 1956. 724 ss. (OCLC 638886530)
- Die Grundlagen der neueren Humoralpathologie. Die frühe Geschichte der Mikrozirkulation. „Virchows Archiv für pathologische Anatomie und Physiologie und für klinische Medizin”. 333, s. 176-89, 1960.
- Bengt Ludvig Bergenheim, R. S. Fahraeus. Über spontane Hämolysinbildung im Blut, unter besonderer Berücksichtigung der Physiologie der Milz. „Zeitschrift für die Gesamte Experimentelle Medizin”. 97, s. 555-87, 1936. Berlin.